# 利比里亚—英国关系
利比里亚-英国关系开始于1848年，当时英国是第一个承认利比里亚独立的国家。利比里亚与英国殖民地塞拉利昂存在边界争端，且英国提供的繁琐贷款有时损害了利比里亚的主权。

## 历史
在1847年利比里亚获得独立后，英国于1848年成为第一个承认其主权的国家。在其首任总统约瑟夫·詹金斯·罗伯茨任期的大部分时间里，他奔走于欧洲和加勒比地区，试图通过国事访问争取各国对利比里亚的承认。在1848年罗伯茨总统访问英国期间，维多利亚女王在其一艘皇家舰船上接见了罗伯茨总统及其夫人，并以十七响礼炮迎接他们。英国还向利比里亚赠送了两艘用于海军的英国双桅纵帆船。

### 领土争端
在独立后的几十年里，利比里亚与英国之间的关系变得更加紧张，这种对立不仅体现在贷款条件上，也体现在利比里亚共和国与塞拉利昂殖民地之间的领土争端上。两国之间的边界纠纷始于19世纪60年代，当时利比里亚总统为史蒂芬·艾伦·本森。其中利比里亚声称拥有沿边界的瓦伊人居住地区，尽管从未真正对该地区行使控制权。在爱德华·詹姆斯·罗伊总统执政期间，边界争议依然持续。罗伊总统曾两次前往伦敦，与英国外交大臣、第二代格兰维尔伯爵格兰维尔·莱韦森-高尔就相关争议领土的主权问题进行磋商。
1882年，塞拉利昂总督阿瑟·哈夫洛克抵达蒙罗维亚。他向利比里亚政府提出要求称该国必须放弃对马诺河以西地区的一切领土主张，否则将面临炮击威胁。时任总统安东尼·W·加德纳虽同意哈夫洛克的条件，但利比里亚参议院拒绝批准该条约。1885年，英国强行吞并了这片领土。1887年，总统希拉里·约翰逊与英国签署最终条约承认英国对该地区的吞并，随后参议院批准了该条约。
1903年，塞拉利昂殖民地与利比里亚之间的边界经双方协议进行了调整。此后1911年1月21日签署的英-利协定对北部和南部边界进行了进一步调整，使其与自然地理特征及部族分布更加契合。边界的调整在1917年和1930年的协议中仍在继续。

### 经济纠葛
在罗伊总统执政期间，由于利比里亚缺乏资金来支持其向内陆扩张和经济发展的目标，他不得不寻求海外援助。正是出于这一原因，罗伊总统派遣两名政府代表与由英国驻利比里亚总领事大卫·奇纳里运营的一家英国银行商谈一笔10万英镑的贷款。虽然贷款谈判最终达成，但由于条款极为不平等（例如大额扣除导致利比里亚政府实际到手的资金大幅减少），这笔贷款反而对利比里亚经济造成了严重伤害。这笔贷款被视为1871年政变推翻罗伊总统的关键因素之一。
在1906年亚瑟·巴克利总统任内，利比里亚为了应对源自先前贷款所造成的债务，再次向英国贷款。这笔贷款由英国殖民官员、利比里亚研究著作的作者兼利比里亚开发公司董事长哈里·约翰斯顿爵士协助谈判。该公司是一家对利比里亚橡胶产业抱有投资兴趣的英国企业。利比里亚政府赋予该公司广泛的权力来协商贷款，并最终给予其对国家多种自然资源、公用基础设施建设的全面垄断权，同时还允许其建立一支警察部队以保护公司资产，以期推动利比里亚的国家发展。该贷款的附加条款还规定，由两名英国税务总接收员掌管利比里亚的海关收入，并将正在筹建中的利比里亚边防部队交由英国控制。利比里亚开发公司并不受利比里亚政府控制，也未对该国承担任何义务。
另一笔重大的贷款于1911年在巴克利总统任内达成，并于1912年在丹尼尔·E·霍华德总统任内获得批准。此次贷款除英国外还牵涉美国、法国和德国等国家，总金额为170万美元。条款包括四国可各自指派海关总接收员，从而进一步限制了利比里亚财政部长的权力。该笔1912年的贷款最终于1926年由美国金融公司提供的新贷款偿还。
第二次世界大战爆发之初，利比里亚与英国的经济联系威胁到了其在战时的中立地位。英国试图摆脱德国在利比里亚的经济影响，但到了20世纪40年代初，德国对利比里亚的影响力已不大。英国下令蒙罗维亚银行停止处理德国账户。

### 军事参与
利比里亚边防部队于1907年获正式合法化。根据1906年贷款的附加条款，该部队应由英国人指挥。到了1908年，利比里亚边防部队的组织结构仿照西非边防部队设立。最初该部队许多士兵是来自塞拉利昂的英国属民，他们效忠于其英籍军官R·麦凯·卡德尔少校个人。卡德尔认为自己应服从负责海关收入的英国总接收员，而非利比里亚政府的指挥。卡德尔在仍担任边防部队军官期间，还兼任多个文职职位，其中包括警察总长，并在此职务上将大量利比里亚警员替换为塞拉利昂籍士兵。1909年，卡德尔以士兵长期未发薪水为借口试图发动政变推翻利比里亚政府。利比里亚政府紧急调集民兵部队阻止政变，最终卡德尔被迫投降。1912年，利比里亚政府决定不再由英国人领导边防部队，转而寻求来自美国的军官担任部队指挥。

## 近期关系
2006年，利比里亚前总统查尔斯·泰勒因塞拉利昂内战中的战争罪行面临国际法庭审判。为促成审判的进行，英国在联合国秘书长提出请求后同意在泰勒被定罪后接收其服刑。2012年泰勒被定罪后，被关押于英国的法兰克兰监狱。
英国最近一次对利比里亚的国事访问是在1961年11月23日，伊丽莎白二世女王访问了利比里亚，並获得了时任总统威廉·杜伯曼接待。利比里亚总统最近一次对英国的国事访问是在1962年7月10日至13日，杜伯曼总统与其妻子得到了英女皇伊丽莎白二世的接待。而杜伯曼本人也最终在英国逝世。

### 引用书籍
- American Colonization Society. . Washington, D.C. 1884.
- Akingbade, Harrison. . Phylon (Atlanta, Georgia: Clark Atlanta University). 1985, 46 (1): 25–36  [2022-08-08]. JSTOR 274943. doi:10.2307/274943.
- Dunn, Elwood D.; Beyan, Amos J.; Burrowes, Carl Patrick. . Lanham, Maryland: Scarecrow Press. 2000. ISBN 9781461659310.
- Duva, Anjali Mitter. . PBS. 2002  [2022-08-08] （英语）.
- Gates, Henry Louis; Higginbotham, Evelyn Brooks. . Oxford, United Kingdom: Oxford University Press. 2008. ISBN 978-0-19-516019-2 （英语）.
- (PDF). British Royal Family.   [2022-08-08].
- Johnson, Obediah. . FrontPage Africa. 2020  [2022-08-08].
- Nevin, Timothy D. . The International Journal of African Historical Studies (Boston, Massachusetts: Boston University African Studies Center). 2011, 44 (2): 275–297  [2022-08-08]. JSTOR 23046881.
- (PDF). British Royal Family.   [2022-08-08].
- United States. Department of State. Office of the Geographer.  (PDF). 1972 （英语）.
- Van Der Kraaij, Fred P.M. . Liberia Past and Present.   [2022-08-08].
- Van Der Kraaij, Fred P.M. . Liberia Past and Present.   [2022-08-08].
- Van Der Kraaij, Fred P.M. . Liberia Past and Present.   [2022-08-08].
- Wesley, Charles H. . The Journal of African American History（英语：The Journal of African American History）. 1917, 2: 369–383  [2022-08-16].